# Jiangyin
Jiangyin, tidigare romaniserat Kiangyin, är en stad på häradsnivå som lyder under Wuxi i Jiangsu-provinsen i östra Kina.